# Союз (газета)
«Союз» — тижневий орган Української пресвітеріянської місії.
Виходив 1908 — 1921 в Нью-Йорку і (з 1912) у Пітсбургу. Редактор — З. Бичинський.